# 奎屯西站
奎屯西站是位于中华人民共和国新疆维吾尔自治区伊犁哈薩克自治州奎屯市北京路街道的一个铁路车站，邮政编码833200。车站建于1988年，有兰新铁路乌阿段经过该站，现仅办理货运，不办理客运业务，车站及其上下行区间均为电气化区段。车站距离乌鲁木齐站250公里，隶属中国铁路乌鲁木齐局集团，是四等站。